# Virgil Matthews
Virgil Micheaux Matthews (* 17. Juli 1983) ist ein US-amerikanischer Basketballtrainer und ehemaliger -spieler.

## Laufbahn
Matthews spielte während seiner Universitätszeit zunächst am Centralia College im Bundesstaat Washington, gefolgt von zwei weiteren Jahren an der University of Montana. In seiner Abschlusssaison 2005/06 erzielte der Spielmacher im Schnitt 10,1 Punkte, 4,6 Rebounds sowie 4,0 Korbvorlagen je Begegnung.
Seine ersten Erfahrungen als Berufsbasketballspieler sammelte er in der 2. Basketball-Bundesliga bei München Basket. Zwischen seinen Engagements in Deutschland (2008/09 bei den Schwelmer Baskets in der Regionalliga, ab 2010 bei der Spielgemeinschaft Ehingen/Urspring in der zweiten Liga) spielte Matthews für Mannschaften in den US-Ligen IBL und NABL. Während seiner vier Spielzeiten in Ehingen stieg er mit dem Verein als Meister der 2. Bundesliga ProB in die 2. Bundesliga ProA auf. Im Anschluss an den Titelgewinn wurde er vom Internetdienst eurobasket.com zum „ProB-Aufbauspieler des Jahres“ gekürt.
2014 wechselte Matthews innerhalb der ProA von Ehingen zum BV Chemnitz 99. Dort gehörte er bis 2017 zu den besten Vorbereitern von Korberfolgen in der zweithöchsten deutschen Liga und wurde Liebling der Chemnitzer Anhängerschaft.
Im Oktober 2017 wurde Matthews von Ralph Junge, unter dem er bereits in Ehingen gespielt hatte, zum Nürnberg Falcons BC (ebenfalls 2. Bundesliga ProA) geholt. Zur Saison 2018/19 kehrte der Amerikaner nach Chemnitz zurück. Ende April 2019 verpasste er im ProA-Halbfinale mit Chemnitz knapp den Bundesliga-Aufstieg, in der wegen der Ausbreitung des Coronavirus SARS-CoV-2 verkürzten Saison 2019/20 bekamen Matthews und seine Mannschaft das Aufstiegsrecht erteilt, da sie zum Zeitpunkt des Saisonabbruchs Mitte März 2020 Tabellenführer waren. Im Anschluss an die Saison 2020/21, in der Matthews 28 Bundesliga-Spiele für die Sachsen bestritt und 2,5 Punkte je Begegnung erzielte, wechselte er in Chemnitz’ Trainerstab und wurde Assistent von Cheftrainer Rodrigo Pastore.
Ende Mai 2023 wurde Matthews als Cheftrainer des Zweitligisten Nürnberg Falcons BC vorgestellt. Nachdem Nürnberg zu Beginn der Saison 2024/25 die ersten sieben Spiele in Folge verloren hatte, wurde Matthews entlassen.